# 111818 Дефорест
111818 Дефорест (111818 Deforest) — астероїд головного поясу, відкритий 17 лютого 2002 року.
Тіссеранів параметр щодо Юпітера — 3,185.